# Angyal-hegyi apátság
Az Angyal-hegyi apátság az Amerikai Egyesült Államok Oregon államában, Saint Benedictben található bencés kolostor. Az 1882-ben alapított apátságban 2021-ben 51 szerzetes élt.

## Története

### Megalapítása
Az apátságot 1882. október 30-án alapították a Svájcból az Egyesült Államokba költöző bencés szerzetesek az otthoni létesítményük mintájára. Az apátság ötlete Adelhelm Odermatt atyától eredt.
Az alapítás után öt évvel főiskolát alapítottak, 1889-ben pedig William Hickley Gross érsek utasítására szemináriumot hoztak létre.

### Bővítése
Az apátság 1904-ben vált hivatalosan is függetlenné a svájci anyaintézménytől; első apátja Thomas Meienhofer lett. Az 1926-os második tűzben a kolostor leégett, így a szerzetesek magánlakásokba, valamint a közeli iskolába és parókiára kényszerültek. Hamarosan elkezdődött az újjáépítés; az Aquinas épület 1930-ban, a tornaterem pedig 1936-ban készült el. Az apátsághoz tartozó Westminster-apátság leányház 1939-ben nyílt meg Brit Columbiában. A főiskolát 1946-ban bezárták, hogy a szerzetesek a szemináriumra és a fiúiskolára koncentrálhassanak. 1959-ben a laikusok spirituális igényeinek kielégítésére menedékházat létesítettek. Az 1950-es években a kolostort jelölték ki a kilencszáz atombunker egyikéül.
1965-ben Idahóban és Mexikóban újabb kolostorok létesültek. Az 1980-ban apáttá választott Bonaventure Zerr atya könyvtárat nyitott; az Alvar Aalto által tervezett létesítményt a szeminárium diákjai mellett kutatók is használhattak. Habár a képzések középpontjában a papnevelde állt, később külsősök számára is elérhető filozófiai és teológiai kurzusok is indultak. Az 1970-es években 125 szerzetes élt itt, ezzel ez volt az USA egyik legnagyobb bencés kolostora.

### Kolostorvezetők listája
1904 óta az alábbi személyek vezették a kolostort:
- Thomas Aquinas Meienhofer (1904–1910)
- Placidus Fuerst (1910–1921)
- Bernard Murphy (1921–1934)
- Thomas Aquinas Meier (1934–1950)
- Damian Jentges (1950–1974)
- Anselm Galvin (1974–1980)
- Bonaventure Zerr (1980–1988)
- Peter Eberle (1988–1997)
- Joseph Wood (1997–2001)
- Nathan Zodrow (2001–2009)
- Gregory Duerr (2009–2016)
- Jeremy Driscoll (2016–)

## Szeminárium
A korábban az Angyal-hegyi Főiskola részeként működő, több nyugati egyházmegyét kiszolgáló Angyal-hegyi Szemináriumnak 170 hallgatója van. Az intézmény egykor hét intézetből állt, de a papképzés előtérbe kerülésével csak a bölcsészettudományi és a teológiai intézetek maradtak fenn. A főtemplomban található a nyugati part legnagyobb szabadon lengő harangja. A 2006-ban épült szemináriumi épület elnyerte Oregon és Washington államok fenntarthatósági díját. Az új óratornyot egy évvel később, az intézmény fennállásának 125. évfordulóján adták át.
A szeminárium a papképzés mellett bölcsészettudományi, filozófiai és teológiai kurzusokat is kínál alap- és mesterképzésben is.

## Könyvtár
Az Alvar Aalto finn építész által tervezett könyvtár 1970-ben épült, 1990-ben pedig felújításon esett át. A hallgatók mellett a kutatók által is használható létesítményben 240 ezer fizikai és százezer digitális dokumentum található (köztük az USA legnagyobb teológiai dokumentumgyűjteménye). Az archívumban a 12. századból származó kéziratok is megtalálhatóak; a digitalizációs projekt keretében számos európai kéziratot feldolgoztak.

## Múzeum
Az apátsági múzeumban állatdiorámák, kőzetek, ásványok, vallási tárgyak és polgárháborús emléktárgyak mellett kiállították a világ legnagyobb disznószőrgolyóját, valamint egy deformált tehenekből álló gyűjteményt is.

## Sörfőzde
2018-ban itt nyílt meg az USA harmadik apátsági sörfőzdéje – a sörfőzés a bencések mellett a trappisták között is gyakori hagyomány. Az Angyal-hegyi apátságban egy hat éves projekt keretében főznek sört, amelyet Martin atya és tanítványa, Jacob atya irányítanak; a folyamatot Jeff Alworth és Stan Hieronymus receptírók segítik.

## Fordítás
- Ez a szócikk részben vagy egészben  a   Mount Angel Abbey című angol Wikipédia-szócikk ezen változatának fordításán alapul.  Az eredeti cikk szerkesztőit annak laptörténete sorolja fel. Ez a jelzés csupán a megfogalmazás eredetét és a szerzői jogokat jelzi, nem szolgál a cikkben szereplő információk forrásmegjelöléseként.